# Battlefield 1
Battlefield 1 ist ein Ego-Shooter aus der Battlefield-Reihe, der vom schwedischen Computerspielhersteller DICE entwickelt und von Electronic Arts am 21. Oktober 2016 für Microsoft Windows, PlayStation 4 und Xbox One veröffentlicht wurde. Das Spiel wurde offiziell am 6. Mai 2016 angekündigt. Die Eins im Titel bezieht sich ablenkender Weise diesmal auf die Umgebung des Ersten Weltkrieges, nicht auf den Teil der Serie wie zuvor bei Spielen der Reihe üblich.

## Spielbeschreibung
Battlefield 1 spielt zur Zeit des Ersten Weltkrieges. Die Schauplätze sind unter anderem die Westfront in Frankreich (insbesondere nach dem TSNP-Update) und Belgien, die italienischen Alpen, die östlichen Länder Europas wie z. B. Russland/Ukraine (erst mit dem TSAR-Update) sowie die arabische Wüste und Teile der Türkei. Zeitgenössische Fahr- und Flugzeuge wie beispielsweise Mark-V-Panzer und Doppeldecker, sowie Kavallerie sind spielbar. Auch gibt es Giftgasangriffe. Der Nahkampf steht mehr als in den Vorgängerspielen im Vordergrund.
Wie auch bei den Vorgängern steht bei Battlefield 1 der Mehrspielermodus im Vordergrund, dessen Karten für maximal 64 Spielern ausgelegt sind. Für den Einzelspielermodus ist eine Kampagne vorgesehen. In dieser werden eine Reihe sogenannter Kriegsgeschichten erzählt, in denen unterschiedliche fiktive Charaktere der Entente im Mittelpunkt stehen. Spielbar sind die Mehrspieler-Karten mit den Klassen Sturmsoldat, Sanitäter, Versorgungssoldat und Späher. Zugunsten eines schnelleren Spielflusses wurde hinsichtlich der Fähigkeiten und Eigenschaften von Fahrzeugen und Waffen zum Teil bewusst auf Authentizität verzichtet, beispielsweise die Höchstgeschwindigkeiten der Fahrzeuge und mehr Nutzung von automatischen Waffen.
Passend zur Thematik des Ersten Weltkriegs hat Entwickler DICE in bestimmten Editionen des Spiels sogenannte Battlepacks mit Objekten und Waffen zur Verfügung gestellt, unter anderem zu dem deutschen Jagdflieger Manfred Albrecht Freiherr von Richthofen, dem britischen Offizier und Geheimagenten T. E. Lawrence und den afroamerikanischen „Harlem Hellfighters“ (369th Infantry Regiment).

### Premium
Battlefield 1 besitzt einen Premium-Service. Durch das Erwerben der Premium-Mitgliedschaft erhalten die Premium-Mitglieder alle vier Erweiterungspakete für das Spiel. Nebenbei profitieren sie von einem zweiwöchigen Vorabzugang zu allen Erweiterungen, Zugriff auf neue Armeen, 16 neue Mehrspieler-Karten, neue Operationen und Spielmodi, neue Eliteklassen, 20 neue Waffen, neue Fahrzeuge und seit November 2016 monatlich insgesamt 14 Battlepacks mit individuellen Waffen-Skins und exklusiven Erkennungsmarken.

## Erweiterungen
Im März 2017 erschien eine Spielerweiterung (DLC) namens They Shall Not Pass, die die französische Armee in das Spiel integriert. Zudem sind weitere Multiplayer-Features enthalten, wie zum Beispiel neue Fahrzeuge.
Im September 2017 erschien die zweite Spielerweiterung In the Name of the Tsar, welche die russische Armee mit sich bringt und das Frauen-Todesbataillon. Fünf weitere neue Multiplayer-Karten und elf neue Waffen kamen ebenfalls dazu. Ein neuer Multiplayer-Modus mit dem Namen „Versorgungsabwurf“ wurde eingefügt.
Im Dezember 2017 erschien die erste Hälfte des dritten DLC Turning Tides, die das Spiel um zwei neue Multiplayer-Karten und sechs neue Waffen erweitert. Die zweite Hälfte des DLC wird in der letzten Januarwoche 2018 veröffentlicht. Damit werden zwei weitere Karten hinzugefügt, die sich auf Seegefechte konzentrieren, sowie die British Royal Marines als neue spielbare Fraktion.
Im Februar 2018 folgt die vierte und letzte Erweiterung mit Namen Apocalypse, die dem Spiel fünf weitere Multiplayer-Karten, einen neuen Spielmodus, der sich auf Luftgefechte konzentriert, und weitere sechs Waffen hinzufügt.

## Spielmodi
Zur Veröffentlichung bot Battlefield 1 die sechs Spielmodi Eroberung, Team-Deathmatch, Rush, Vorherrschaft, Kriegstauben und Operationen. Im Modus Kriegstauben müssen zwei Teams auf einer kleineren Karte je drei Tauben finden, eine Nachricht schreiben und diese in die Luft lassen, ohne dass diese vom gegnerischen Team getötet wird. Im erstmals in einem Battlefield-Spiel enthaltenen Spielmodus Operationen erstreckt sich eine Spielrunde auf bis zu drei Karten. Das angreifende Team versucht die Sektoren der Verteidiger zu erobern. Nach Abwehr von drei feindlichen Bataillone à 250 Spieleinstiege gewinnen die Verteidiger die Operation. Gewinnen jedoch die Angreifer, geht die Schlacht auf der nächsten Karte weiter. Schaffen es die Angreifer alle Sektoren auf allen Karten zu erobern, haben diese die Operation gewonnen.
Mit jedem der vier später erschienenen DLC wurde ein weiterer der Modi Frontlinien, Versorgungsabwurf, Sturmeroberung und Luftkampf eingeführt. Der Modus Frontlinien teilt die Karte in Sektoren ein. Ein Team versucht, durch den Sektor des anderen Teams zu brechen, um dort Telegraphenmasten zu zerstören. In Versorgungsabwurf ist ein auf der Karte markierter Abwurfbereich zu erobern. Sturmeroberung stellt eine verkürzte Variante von Eroberung dar, in der ein Team bereits alle Flaggen erobert hat und das andere mit 300 Tickets Vorsprung startet. Im Luftkampf-Modus mit den Varianten Normaler Dogfight, Angreifer und Geißel kämpfen zwei Teams in Flugzeugen gegeneinander.

## Karten
Mit dem Release des Spiels wurden 9 Karten veröffentlicht. Eine weitere Karte wurde Dezember des gleichen Jahres nachgereicht. Mit allen Erweiterungen hat Battlefield 1 insgesamt 31 Karten.
- Amiens, im Zuge der Kaiserschlacht umkämpfte Stadt in West-Frankreich
- Wald der Argonnen, Schlacht im gleichnamigen Wald im nord-westen Frankreichs
- Krieg im Ballsaal, Schlachtfeld um ein Schloss, welches versucht wird von amerikanischen Truppen eingenommen zu werden
- Monte Grappa, Kampf um den gleichnamigen Berg, in den Südtiroler Alpen im Jahr 1918
- Am Rande des Reichs, Festung an der Adria-Küste, welche versucht wird von Italienischen Truppen erobert zu werden
- Festung von Faw, Festungsanlagen am Persischen Golf, welche durch britische Seelandungen bei Fao erobert wurden
- Suez, Schlacht um gleichnamigen Kanal in Ägypten zwischen osmanischen und britischen Truppen
- Wüste Sinai, Kämpfe auf der gleichnamigen Halbinsel
- Narbe von St. Quentin, apokalyptische Schlacht, im nord-westen Frankreich, zwischen deutschen und britischen Truppen, während des Unternehmen Michael
- Schatten des Giganten (nachgereicht im Dezember-Update), Schlacht während der Hunderttageoffensive der Entente

Insgesamt wurden 21 Karten mit den Updates und Erweiterungen nachgereicht. Mit jeder Erweiterung kamen vier bis sechs neue Karten, zwei davon mit eigenen Spielmodi, in das Spiel:
They Shall Not Pass
- Soissons, ein malerisches Dorf in den Bergen während der Schlacht an der Marne.
- Bruch, ein Flusstal mit umliegenden Ortschaften und einer Brücke im Zentrum.
- Verdun Höhen, eine verwüstete Umgebung während der Verdun-Schlacht umgeben von Waldbränden, Rauch und Ascheregen.
- Fort Vaux, eine teils unterirdische, verzweifelt umkämpfte Festung in Frankreich.
- Prise de Tahure, eine verwüstete Stadt in Frankreich während der Nivelle Offensive in der Nacht.
- Nivelle-Nächte, ein nächtliches, schlammiges Schlachtfeld mit vielen Schützengräben.

In the Name of the Tsar
- Łupkòw-Pass, ein Schlachtfeld in den verschneiten Karpaten mit Ruinen.
- Albion, eine Reihe an baltischen Inseln während des Winters mit Haubitzen-Stellungen.
- Galizien, ein Schlachtfeld in der West-Ukraine, welches die Russische Armee versucht von den Truppen Österreich-Ungarns zu erobern.
- Brussilov-Bergfried, ein Dorf im Schnee an einem Berghang umkämpft von der Kaiserlichen Russischen Armee und Truppen Österreich-Ungarns während der gleichnamigen Schlacht.
- Wolga, eine verschneite und zerstörte Landschaft in Russland an der Wolga.
- Zarizyn, eine von der Roten und Weißen Armee umkämpfte Kathedrale in der gleichnamigen Stadt.

Turning Tides
- Kap Helles, Schauplatz der Schlacht von Gallipoli an der Küste der türkischen Halbinsel Gelibolu.
- Achi Baba, eine felsige, stark umkämpfte Landschaft mit dem gleichnamigen Berg auf Gallipoli, welche von den Osmanen verteidigt wird.
- Zeebrugge, ein langgezogener Hafen in Belgien, welcher von der Royal Navy erobert werden muss.
- Helgoländer Bucht, ein Kampf, welcher sich um die Insel Helgoland abspielt. Beide Teams sind im Besitz einer großen Flotte an Kriegsschiffen.

Apocalypse
- Caporetto, Schauplatz der Zwölften Isonzoschlacht in den Südtiroler Alpen bei Kobarid.
- Somme, eine Reihe an teilweise brennenden Feldern mit zerstörten Ortschaften während der gleichnamigen Schlacht.
- Passendale, ein ehemaliges Dorf in Belgien während der dritten Flandernschlacht, welches sich in eine Hölle aus Schlamm, Leichen, Gas und Feuer verwandelt hat.
- Auf Messers Schneide (nur im Spielmodus Luftkampf verfügbar), ein Luftkampf in einsitzigen Flugzeugen über den westlichen Alpen.
- London Ruft (nur im Spielmodus Luftkampf verfügbar), ein großer Luftkampf über der britischen Hauptstadt. Beide Teams haben Zugriff auf alle möglichen Flugzeuge. Des Weiteren haben die Teams je nach Variante des Modus ein L30 Luftschiff zur Verfügung, welches verteidigt werden muss.

## Infanterie
Infanteriewaffen können mit sogenannten Warbounds (Kriegsanleihen) gekauft werden, welche man bei einem Rangaufstieg erhält. Zudem benötigt man für die meisten Waffen einen speziellen Klassenrang, den man levelt, indem man mit der entsprechenden Klasse spielt. Der Sturmsoldat ist besonders auf den Nahkampf, sowie auf die Zerstörung von Fahrzeugen ausgelegt. Seine Waffen sind Maschinenpistolen und Schrotflinten. Der Versorger versorgt das Team mit Munition und bedient Maschinengewehre mit großen Magazinen. Der Sanitäter ist auf die Heilung und Wiederbelebung von Teamkollegen ausgelegt. Seine Waffen sind halbautomatische Gewehre. Der Späher ist auf den Fernkampf ausgelegt. Seine Hauptwaffen sind starke einfachwirkende Gewehre mit Zielfernrohr.
Eliteklassen sind besonders starke Ausrüstungssets, die in Kisten auf dem Spielfeld verteilt sind. Dazu gehören der Flammenwerfer, Wachsoldat, Panzerjäger, Grabenkämpfer und Infiltrator. Der Flammenwerfer ist mit einem WEX-Flammenwerfer sowie drei Brandgranaten ausgestattet. Zudem sind sie Immun gegen Feuer und andere chemische Waffen, da sie eine Gasmaske und einen Schutzanzug tragen. Ein Flammenwerfer sollte wenn möglich immer mit einem Sanitäter zusammenspielen, damit dieser einen direkt nach einem Kampf heilen kann. Es gibt zwei Arten von Wachsoldaten. Die eine Art hat ein schweres Maschinengewehr MG 08 dabei, die andere die doppelläufige Maschinenpistole Villar Perosa, sowie beide eine Splittergranate. Sie tragen eine starke Eisen-Rüstung, was sie zwar widerstandsfähiger macht, aber auch langsamer. Zudem können sie keine Gasmaske aufsetzen, was sie zu einem leichten Ziel für Gasgranaten macht. Auch mit Bajonettangriffen von hinten sollte man rechnen, da dies die verwundbarste Stelle an ihnen ist.
Panzerjäger, sind wie der Name schon sagt, darauf ausgelegt, feindliche Fahrzeuge auszuschalten. Hierzu tragen sie ein Tankgewehr M1918 sowie eine abgesägte Schrotflinte für den Nahkampf bei sich. Zudem sind sie mit Panzerabwehr- und Splittergranaten ausgerüstet, sowie mit einem Grabenperiskop. Der Grabenkämpfer, welcher im Update They Shall Not Pass hinzugefügt wurde, ist auf den Nahkampf fokussiert. Er trägt eine Grabenkeule, welche Onehits verteilt, sowie einen Revolver Nr. 3 mit sich. Zudem hat er eine Medizinkiste, eine Rauchgranate, sowie drei Splittergranaten. Der Infiltrator kam im Turning-Tides-DLC hinzu und trägt einige sehr mächtige Waffen mit sich herum. Darunter einen Martini-Henry-Granatwerfer, eine Abgesägte Schrotflinte, eine Signalpistole um einen Artillerieschlag anzufordern, sowie zwei Rauchgranaten und einen Heliographen, mit welchem er einen mobilen Spawnpunkt aufstellen kann.

## Fahrzeuge und stationäre Waffen
Steigt ein Spieler in einem Panzer oder Zerstörer ein, wird er zum Tanker. Dieser hat unter anderem ein Reparaturwerkzeug, mit dem sich Fahrzeuge von außen schnell reparieren lassen. Seine Waffen sind Pistolenkarabiner. Steigt ein Spieler in einem Flugzeug in das Spielgeschehen ein, wird er zum Piloten mit einer Leuchtpistole zur Aufdeckung. Auch er benutzt Pistolen-Karabiner. Startet ein Spieler auf einem Pferd, wird er zum Kavalleristen. Diese Klasse ist nicht anpassbar, sondern spawnt immer mit einem Russischen 1895 Kavallerie Gewehr, einem Kavalleriesäbel, Pistole und Panzerabwehrgranaten. Zusätzlich kann er Munitions- und Medizinbeutel werfen. Auch hat er eine leichte Panzerung, wodurch er langlebiger ist, als gewöhnliche Infanteristen.
Im Spiel können Panzer je nach Modell von einem bis sechs Spielern operiert werden. Die Panzer sind dabei realen Modellen nachempfunden, wie dem Renault FT-17, A7V, Mark V, St. Chamond und dem Garford-Putilov. Ein Artillerie-LKW kann indirekten Beschuss leisten. In leichter gepanzerten Fahrzeugen kann sich schneller über das Schlachtfeld bewegt werden, wie dem Ehrhardt E-V/4 Straßenpanzerwagen, Romfell Modell 1915 oder dem Mercedes 1913 37/95. Im Luftkampf stehen vier Angriffsflugzeuge, vier Kampfflugzeuge und fünf Bomber-Typen zur Verfügung. Zu Wasser wird in Booten und Zerstörern gekämpft. Als sogenannte Behemoths kommen der Super-Zeppelin LZ 62, ein russischer Panzerzug, der Panzer Char 2C und ein stark gepanzertes britisches Kriegsschiff vor, das von den vier realen Schiffen der Iron-Duke-Klasse inspiriert wurde.
Darüber hinaus können Pferde, Brieftauben, Beleuchtungskanonen und kleine Luftschiffe eingesetzt werden.

### Stationäre Waffen
- FK 96, entspricht der realen deutschen 7.7 cm Feldkanone 96 neuer Art (7.7 cm FK 96 n.A.). Sie wird von einem Schützen bedient. Die Feldkanone schießt mit AP Munition und wird Verschlussgeladen. Sie kommt auf allen Maps stationär vor.
- Schweres Maschinengewehr, auch bekannt unter dem Namen Maxim-MG, entspricht dem ebensogenannten britischen Maxim-Maschinengewehr. Das Maxim-MG kommt in vielen Fahrzeugen und stationär auf allen Maps vor und verschießt unlimitiert Munition, kann aber überhitzen und muss anschließend abkühlen gelassen werden.
- QF 1 AA, entspricht der realen britischen 37 mm QF (Quick fire) 1 Pounder Anti Aircraft Autocannon, auch bekannt als „pom-pom“. Sie kommt manchmal in Fahrzeugen, stationär auf den Maps Krieg im Ballsaal, Festung von Faw, Monte Grappa, Schatten des Giganten, Łupków-Pass, Wüste Sinai und Narbe von St. Quentin vor, und verschießt HE Munition.
- Festungsgeschütz, ist eine starke Kanone, inspiriert von originalen Küstenartilleriestellungen. Es schießt immer zwei Patronen auf einmal. Der Schütze ist in einem Bunker versteckt. Das Festungsgeschütz kommt auf den Maps Helgoländer Bucht, Am Rande des Reichs, Monte Grappa (2 mal) und Fort Vaux vor.  In Fort Vaux ist es allerdings nicht benutzbar.
- HE-Autokanone,  auch häufig 20-mm-Autokanone Typ Becker M2, ist eine ebendieser entsprechenden deutsche Maschinenkanone. Ihr Nachfolger ist die 20-mm-Oerlikon-Kanone, welche sich bis heute im Einsatz befindet. Sie kommt überwiegend in Fahrzeugen, stationär nur einmal auf der Map Schatten des Giganten vor. Sie verschießt HE-Munition.
- Vickers, entspricht dem realen britischen Vickers Maschinengewehr. Das MG kommt vor allem in leicht gepanzerten Fahrzeugen, aber auch stationär auf den Maps ??? vor.
- Hotchkiss M1914, entspricht dem realen französischen Mle 1914 Hotchkiss Maschinengewehr. Es kommt vor allem in französischen Fahrzeugen vor, aber auch stationär auf den Maps ???. Es wurde mit dem They Shall Not Pass-Update ins Spiel eingeführt.
- BL 9.2,  entspricht direkt der französischen Ordnance BL 9,2-Zoll-Haubitze Mk. I. Er kommt auf den Maps Bruch, Soissons, Verdun-Höhen, Caporetto und Monte Grappa als stationärer Mörser vor. Auf letzterer kann er nicht benutzt werden. Der Schütze kann zwischen HE-, Rauch-, oder Gasmunition wechseln. Er wurde mit dem They Shall Not Pass-Update ins Spiel eingeführt.
- 305/52 0 Küstenkanone, ist eine Küstenartilleriekanone, welche der russischen Obukhovskii 12 Zoll/52 M1907 nachempfunden ist. Sie kann auf den Maps Albion und Kap Helles (2 mal) gefunden werden. Sie wurde mit dem In The Name Of The Tsar-Update hinzugefügt.
- SK 45 Küstenkanone, ist eine Küstenartilleriekanone, welche der deutschen 15 cm SK L/45 Kanone nachempfunden ist. Sie kommt nur stationär auf der Map Zeebrugge (4 mal) vor. Sie wurde mit dem Turning Tides-Update hinzugefügt.

### Unbenutzbare
- Sperrballons,  sind Ballons, die zum Schutz vor feindlichen Flugzeugen aufgestellt werden. Sie kommen nur auf Europäischen Maps vor und können nicht gesteuert werden. Sollte ein Flugzeug gegen einen Sperrballon fliegen, wird das Flugzeug sofort zerstört werden. Sie kommen nur außerhalb des Spielfelds vor.
- Mörser 16, entspricht dem deutschen 21 cm Mörser 16. Er kommt auf vielen Maps vor, hat aber keine Funktion und kann nicht benutzt werden.
- Type UE II Unterseeboot, ist ein deutsches Unterseeboot vom realen Typ UE II, beziehungsweise im Spiel im Speziellen U 117 und U 118. Während U 118 alleine auf Helgoländer Bucht als gestrandetes Wrack auftaucht, finden sich beide U-Boote auch auf Zeebrugge wieder. Sie sind nicht benutzbar.

## Neuerungen
Das Spawn-Menü wird durch eine 3D-Karte ergänzt, die Spielern eine zusätzliche Ansicht bietet, mit deren Hilfe sie die Situation am Wiedereinstiegspunkt besser einschätzen können. Außerdem wurde das System beim Nachladen noch authentischer gestaltet und auch das Bewegungssystem wurde erneuert, sodass man beispielsweise Abhänge hochklettern sowie Fenster und Türen schließen und öffnen kann. Zu den zusätzlichen Möglichkeiten zählen auch neue Animationen beim Einsteigen in Fahrzeuge.
Bestimmte Panzer können vorgegebene Hilfsmittel verteilen, wie beispielsweise Medkits.
Die Auswahl an Flugzeugen ist besonders durch eine Vielzahl an Bombern gekennzeichnet, die wiederum in verschiedenen Ausführungen gegliedert sind. Während bestimmte Flugzeuge auf die Zerstörung von Panzern oder Schiffen ausgelegt sind, fokussieren sich andere auf den Angriff von Infanterieeinheiten. Abseits der Bomber gibt es weiterhin Jagdflugzeuge, die im Vergleich zu den Vorgängern aufgrund des Settings eine deutlich geringere Geschwindigkeit aufweisen.

### Battlepacks
Wie auch in Battlefield 4 und Battlefield Hardline gibt es in Battlefield 1 Battlepacks, doch hat man sich diesmal auf nur eine Art von Battlepack konzentriert. Ein Battlepack kann unterschiedliche Objekte enthalten, auch seltenere Objekte sind nicht auf höherwertige Packs beschränkt. Es gibt zwei modifizierte Versionen des Battlepacks: das Verbesserte und das Überlegene Battlepack, sie garantieren eine Waffe mit einer bestimmten Seltenheit. Man kann diese modifizierten Versionen nur gegen die Ingame-Währung „Schrott“ erhalten. Schrott erhält man, wenn man einen erhaltenen Waffen-Skin oder ein Bonusobjekt erhält und es verschrottet oder wenn man seine erste Runde des Tages spielt.
Durch das Öffnen eines Battlepacks erhält man immer einen Waffen-Skin in den Seltenheitsstufen „Spezial“, „Herausragend“ und „Legendär“. Außerdem kann man möglicherweise ein seltenes Bonusobjekt erhalten – entweder einen XP-Boost oder ein Puzzleteil für eine einzigartige Nahkampfwaffe. Wenn man alle Puzzleteile einer Nahkampfwaffe gesammelt hat, kann man sie zusammensetzen und im Spiel benutzen.
Außerdem rotieren die Pools der Battlepack-Inhalte regelmäßig, im Spiel werden sie „Versionen“ genannt.

## Rezeption

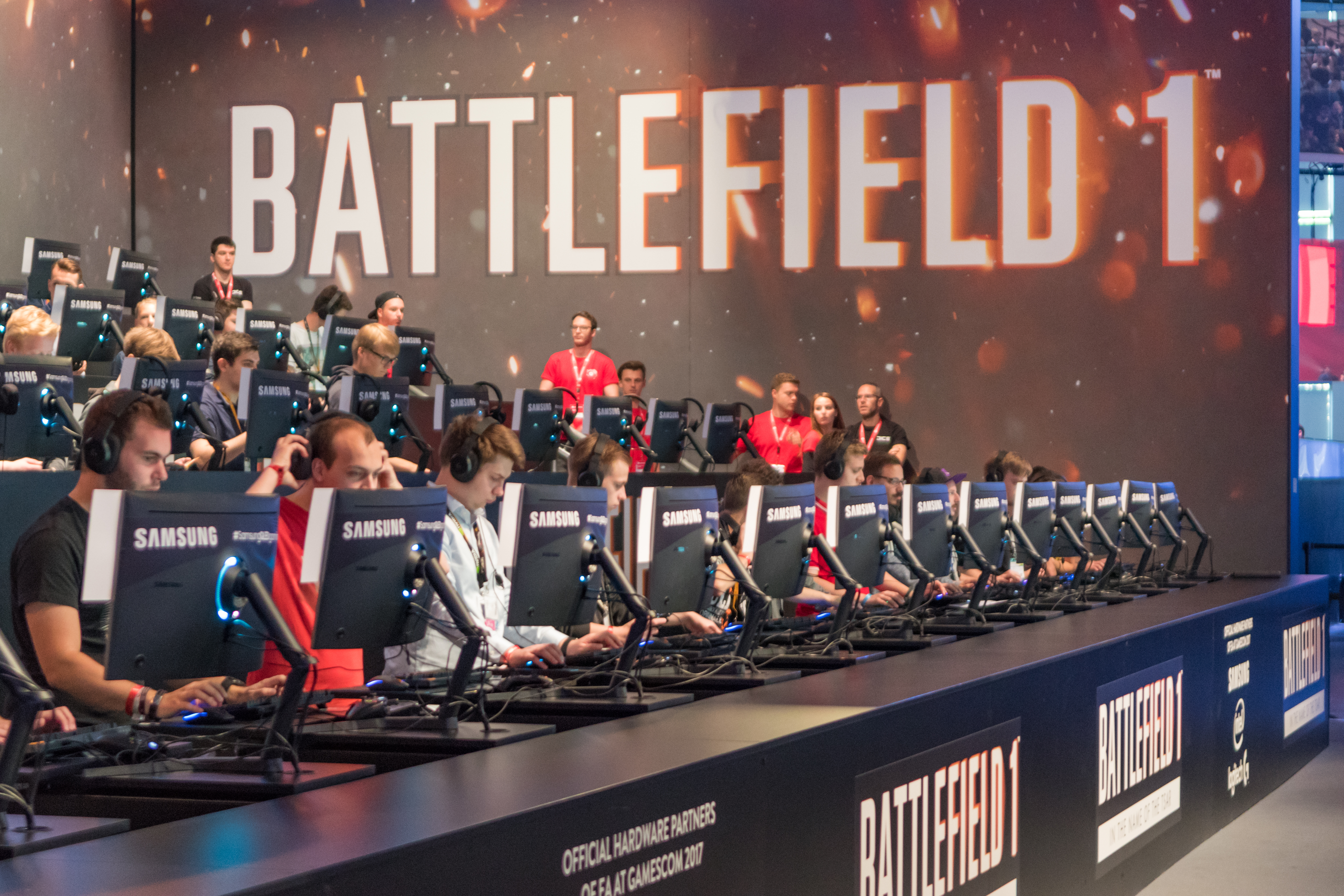
Battlefield 1 auf der Gamescom

Battlefield 1 liefere, was von der Reihe erwartet werde: riesige Schlachten, abwechslungsreiche Karten und unkompliziertes Gameplay. Die Abkehr vom modernen Militär bedeute auch weniger Ablenkung vom Spielprinzip. Die wenigen Änderungen gegenüber dem Vorgänger fügen sich gut in das bestehende System ein. Der neue Spielmodus Operations kombiniere zwar nur die vorherigen Modi Rush und Conquest, gäbe durch das Schrittweise erobern jedoch klare Ziele. Die Kampagnen sei besser als beim Vorgänger. Von Idee und Inszenierung passe sie gut ins Spielerlebnis. Die kompakten und emotionalen Geschichten seien aber wenig authentisch und kurz. Sie konzentrierten sich ausschließlich auf die Seite der Siegermächte.
Der Erste Weltkrieg werde nur oberflächlich thematisiert. Zahlreiche automatische Waffen und das Spieltempo erinnern eher an vorherige Teile mit modernem Militärumfeld oder den Zweiten Weltkrieg. In der Kampagne werden durch vereinzelnd beeindruckende Kamerafahrten neue Ideen angedeutet, wobei man anschließend spielerisch eher auf Nummer sicher gehe. Die Computergegner agieren dabei eher dümmlich. Das heikle Thema werde mit persönlichen, intimen Momenten begegnet und sei eine Verneigung vor den historischen Figuren. Die Inszenierung sei sehr bombastisch auf Hollywood-Niveau im Stile von Michael Bay. Statt ruhiger Momente setze man aber nur auf Kitsch und Pathos. Der Krieg werde klinisch sauber inszeniert.
Mitunter wirke die Kampagne wie eine sehr großes Tutorial für den Mehrspielermodus. Dennoch sei es die beste Kampagne der Reihe, die in vorherigen Teilen eher negativ auffiel. Das Spielgefühl im Mehrspieler sei sehr intensiv und stark atmosphärisch. Die Ausstattung mit moderner Kriegsmaschinerie wie im Spiel dargestellt, stand im Ersten Weltkrieg so noch nicht zur Verfügung. Dies offenbare auch spielerische Probleme etwa mit Scharfschützen auf offenem Terrain. Auf den Konsolen gäbe es kleine technische Schwächen.
Die neuen Zerstörungsmechaniken sorgen für neue Taktiken auf dem Spielfeld. Gegen Fahrzeuge lasse sich nur mit anderen Spielern effektiv vorgehen. Ansonsten nutze es sehr viele bekannte Anleihen der Reihe. Es sei der beste Ableger der Serie.

### Spieler- und Verkaufszahlen
In Großbritannien übertrafen die Verkäufe die von Battlefield 4 und Battlefield Hardline zusammen. In den ersten 24 Stunden wurden 800.000 Spieler registriert. 2018 wurde offiziell von 28 Millionen Spielern berichtet. Auch 6 Jahre nach Veröffentlichung waren über 50.000 Spieler bei Steam gleichzeitig erfasst, womit es die Nachfolger Battlefield 5 und Battlefield 2042 deutlich übertraf.

### Auszeichnungen
- DICE Awards 2017: Achievement in Sound Design[24]